# Glaucocharis elaina
Glaucocharis elaina là một loài bướm đêm trong họ Crambidae.